# Kościół Wniebowzięcia Najświętszej Maryi Panny w Babinie
Kościół Wniebowzięcia Najświętszej Maryi Panny w Babinie – katolicki kościół filialny zlokalizowany we wsi Babin w gminie Bielice, w powiecie pyrzyckim (województwo zachodniopomorskie). Należy do parafii Matki Bożej Królowej Polski w Bielicach.

## Historia
Kościół został wzniesiony na przełomie XIII i XIV wieku. Od XVI wieku był świątynią luterańską. W 1856 roku został gruntownie przebudowany w stylu neoromańskim. W 1904 roku kościół został strawiony przez pożar, który doszczętnie zniszczył historyczne wyposażenie. Po II wojnie światowej początkowo nieużytkowany, popadł w ruinę. Odbudowany, został rekonsekrowany jako świątynia katolicka w 1962 roku.

## Architektura
Kościół jest budowlą salową, sytuowaną na planie prostokąta. Podczas dokonanej w 1856 roku przebudowy dostawiono do niego półokrągłą kamienną absydę od strony wschodniej oraz kwadratową kamienną wieżę od strony zachodniej, wymurowano także nowe okna ścianach bocznych. Wieża kryta jest hełmem przedzielonym przez ośmioboczny bęben z otworami, w jej podstawie znajduje się otrołukowy portal wejściowy.
W ścianie północnej znajduje się zamurowany ostrołukowy portal, częściowo zniszczony podczas przebudowy przez neoromańskie okno. W ścianie południowej widoczny jest ślad po dawnej zakrystii. W bocznych ścianach widać ślady po zamurowanych oryginalnych oknach ostrołukowych, po 3 z obydwu stron. Po lewej stronie absydy, powyżej 2. warstwy kamieni, znajduje się zamurowane ceglane okienko, prawdopodobnie dawny hagioskop lub piscina. W szczycie wschodnim, murowanym z kamienia i cegły, znajduje się 9 ostrołukowych blend ułożonych w układzie piramidalnym.
Wokół kościoła znajduje się teren dawnego cmentarza, otoczony kamiennym murem.